# Warfusée
Warfusée is een gehucht in de Belgische gemeente Saint-Georges-sur-Meuse in de provincie Luik.
Het ligt ruim een kilometer ten zuiden van de dorpskern van Saint-Georges-sur-Meuse.
Warfusée is tegenwoordig vergroeid met Stockay en via lintbebouwing ook met het centrum van Saint-Georges-sur-Meuse.

## Geschiedenis
De plek ligt rond het middeleeuwse kasteel van Warfusée.
Op de Ferrariskaart uit de jaren 1770 duidt het Chateau Warfusée aan met de tuinen, en in de omgeving wat bebouwing.

## Bezienswaardigheden
- Het kasteel van Warfusée, de zetel van een oude, invloedrijke heerlijkheid uit de middeleeuwen, is de belangrijkste toeristische attractie van het dorp. Een dreef leidt naar het kasteel.
- Het Kasteel van Oulhaye werd gebouwd in 1514. Van oorsprong een donjon en een neerhof werd het begin 17de eeuw omgebouwd tot een edelmanswoning. In 1815 kwam het domein in bezit van de familie d'Oulhaye en deze liet het kasteel restaureren en vergroten.

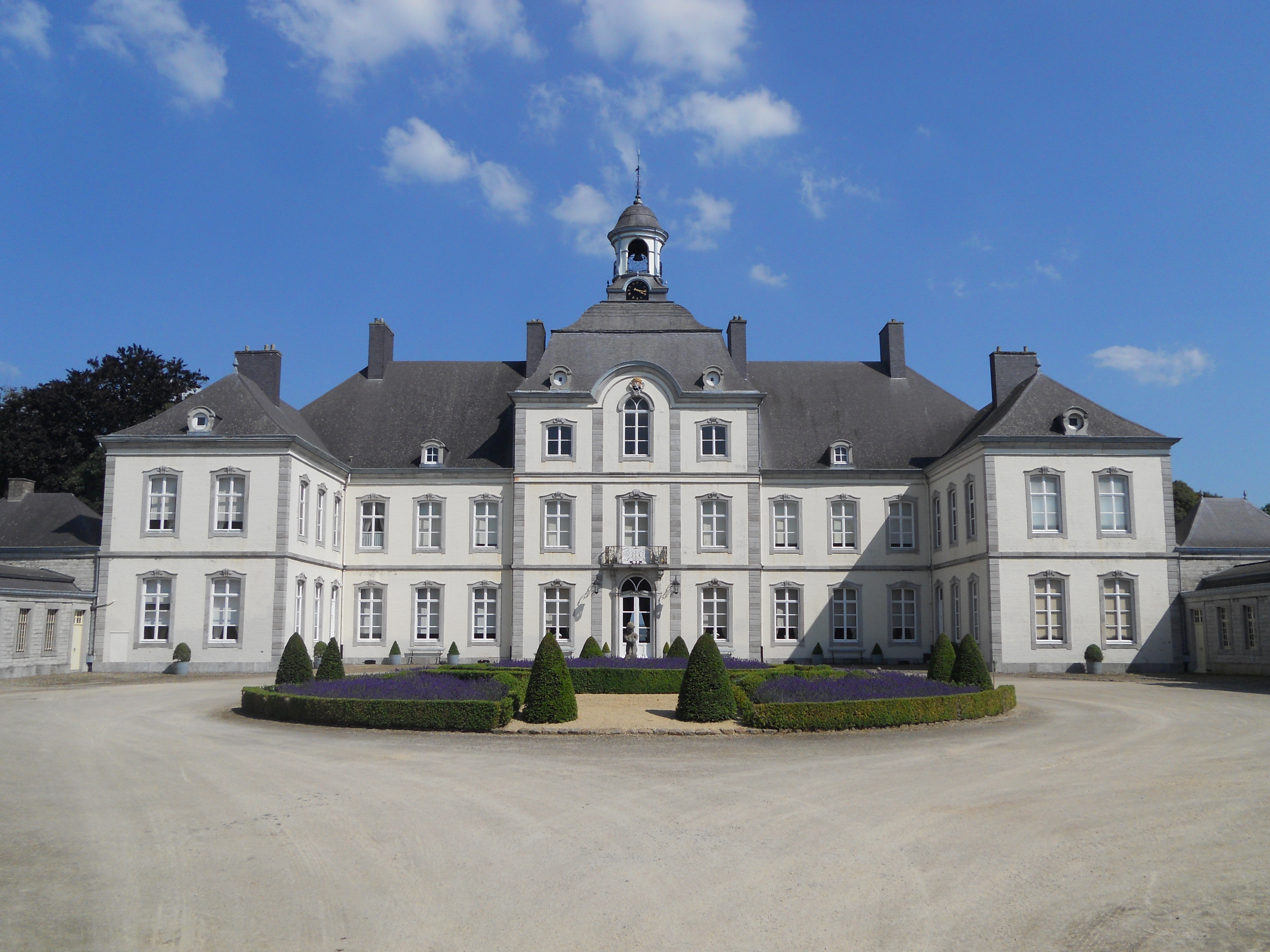
Kasteel van Warfusée
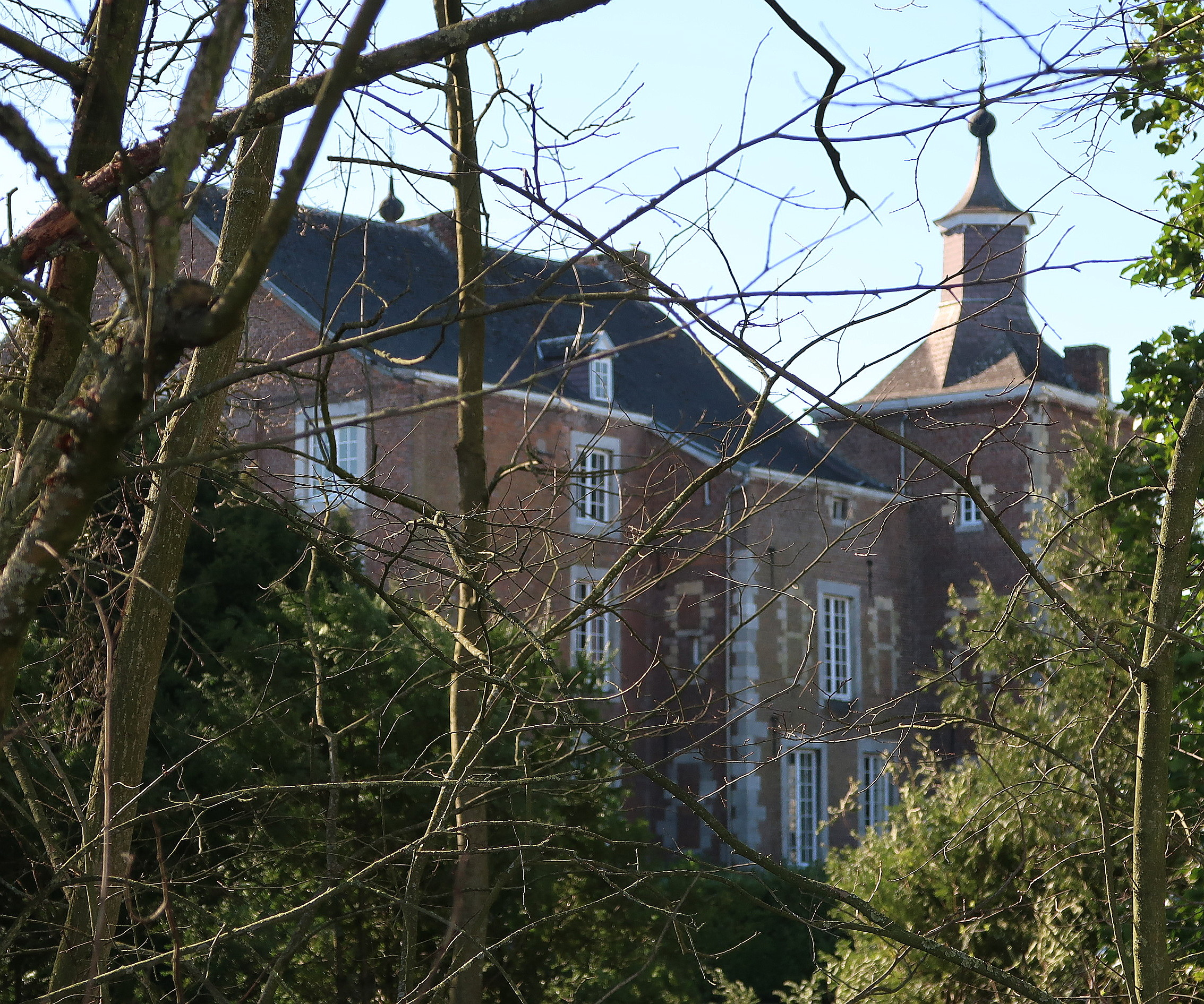
Kasteel van Oulhaye

## Nabijgelegen kernen
Yernawe, Stockay, Sur-les-Bois

## Referentie
- Dit artikel of een eerdere versie ervan is een (gedeeltelijke) vertaling van het artikel Warfusée op de Franstalige Wikipedia, dat onder de licentie Creative Commons Naamsvermelding/Gelijk delen valt. Zie de bewerkingsgeschiedenis aldaar.

Dommartin · La Mallieue · Saint-Georges-sur-Meuse · Stockay · Sur-les-Bois · Tincelle · Warfusée · Yernawe

Belgische gemeenten · Arrondissement Verviers · Luik · Wallonië